# 随分
| ウィキペディアには「随分」という見出しの百科事典記事はありません（タイトルに「随分」を含むページの一覧/「随分」で始まるページの一覧）。 代わりにウィクショナリーのページ「随分」が役に立つかもしれません。 |